# Palpita curvilinea
Palpita curvilinea là một loài bướm đêm trong họ Crambidae.